# Primeira Liga 2002-2003
La Primeira Liga 2002-2003, nota come SuperLiga GalpEnergia 2002-2003 per ragioni di sponsorizzazione, è stata la 69ª edizione della massima serie del campionato portoghese di calcio. Il campionato è iniziato il 25 agosto 2002 ed è terminato il 1º giugno 2003.
Il campionato è stato vinto per la 19ª volta nella sua storia dal Porto. I capocannonieri del torneo sono stati Fary Faye del Beira-Mar e Simão Sabrosa del Benfica, con 18 reti segnate da entrambi. Il Varzim, il Santa Clara e il Vitória Setúbal sono stati retrocessi in Segunda Liga.

## Stagione

### Novità
Dalla precedente stagione sono stati retrocessi il Salgueiros, il Farense e l'Alverca. Sono stati promossi dalla Segunda Liga il Moreirense, l'Académica e il Nacional.

### Formato
Le 18 squadre partecipanti si affrontano in un girone di andata e ritorno, per un totale di 34 giornate.

La squadra campione di Portogallo ha il diritto a partecipare alla fase a gironi della UEFA Champions League 2003-2004.

La squadra classificata al secondo posto è ammessa al terzo turno di qualificazione della UEFA Champions League 2003-2004.

La squadra classificata al terzo posto è ammessa al primo turno della Coppa UEFA 2003-2004, assieme alla squadra vincitrice della Taça de Portugal 2002-2003.

Le squadre classificate agli ultimi tre posti (dal 16º al 18º posto) retrocedono in Segunda Liga.

## Squadre partecipanti
| Club              | Città             | Stadio                            | Risultato Stagione 2001-2002 |
| ----------------- | ----------------- | --------------------------------- | ---------------------------- |
| Académica         | Coimbra           | Stadio Città di Coimbra           | 2º posto in Segunda Liga     |
| Beira-Mar         | Aveiro            | Stadio comunale di Aveiro         | 11º posto in Primeira Liga   |
| Belenenses        | Lisbona           | Estádio do Restelo                | 5º posto in Primeira Liga    |
| Benfica           | Lisbona           | Estádio da Luz                    | 4º posto in Primeira Liga    |
| Boavista          | Porto             | Estádio do Bessa Século XXI       | 2º posto in Primeira Liga    |
| Braga             | Braga             | Stadio comunale di Braga          | 10º posto in Primeira Liga   |
| Gil Vicente       | Barcelos          | Estádio Cidade de Barcelos        | 12º posto in Primeira Liga   |
| Marítimo          | Funchal           | Estádio dos Barreiros             | 6º posto in Primeira Liga    |
| Moreirense        | Guimarães         | Parque Joaquim de Almeida Freitas | 1º posto in Segunda Liga     |
| Nacional          | Funchal           | Estádio da Madeira                | 3º posto in Segunda Liga     |
| Paços Ferreira    | Paços de Ferreira | Estádio da Capital do Móvel       | 8º posto in Primeira Liga    |
| Porto             | Porto             | Estádio do Dragão                 | 3º posto in Primeira Liga    |
| Santa Clara       | Ponta Delgada     | Estádio de São Miguel             | 14º posto in Primeira Liga   |
| Sporting Lisbona  | Lisbona           | Stadio José Alvalade              | Campione del Portogallo      |
| União Leiria      | Leiria            | Estádio Dr. Magalhães Pessoa      | 7º posto in Primeira Liga    |
| Varzim            | Póvoa de Varzim   | Estádio do Varzim Sport Club      | 15º posto in Primeira Liga   |
| Vitória Guimarães | Guimarães         | Estádio D. Afonso Henriques       | 9º posto in Primeira Liga    |
| Vitória Setúbal   | Setúbal           | Estádio do Bonfim                 | 13º posto in Primeira Liga   |

## Classifica finale
|  | Pos. | Squadra           | Pt | G  | V  | N  | P  | GF | GS | DR  |
|  | ---- | ----------------- | -- | -- | -- | -- | -- | -- | -- | --- |
|  | 1.   | Porto             | 86 | 34 | 27 | 5  | 2  | 73 | 26 | +47 |
|  | 2.   | Benfica           | 75 | 34 | 23 | 6  | 5  | 74 | 27 | +47 |
|  | 3.   | Sporting Lisbona  | 59 | 34 | 17 | 8  | 9  | 52 | 38 | +14 |
|  | 4.   | Vitória Guimarães | 50 | 34 | 14 | 8  | 12 | 47 | 46 | +1  |
|  | 5.   | União Leiria      | 49 | 34 | 13 | 10 | 11 | 49 | 47 | +2  |
|  | 6.   | Paços Ferreira    | 45 | 34 | 12 | 9  | 13 | 40 | 47 | -7  |
|  | 7.   | Marítimo          | 44 | 34 | 13 | 5  | 16 | 36 | 48 | -12 |
|  | 8.   | Gil Vicente       | 44 | 34 | 13 | 5  | 16 | 42 | 53 | -11 |
|  | 9.   | Belenenses        | 43 | 34 | 11 | 10 | 13 | 47 | 48 | -1  |
|  | 10.  | Boavista          | 43 | 34 | 10 | 13 | 11 | 32 | 31 | +1  |
|  | 11.  | Nacional          | 40 | 34 | 9  | 13 | 12 | 40 | 46 | -6  |
|  | 12.  | Moreirense        | 39 | 34 | 9  | 12 | 13 | 42 | 46 | -4  |
|  | 13.  | Beira-Mar         | 39 | 34 | 10 | 9  | 15 | 43 | 50 | -7  |
|  | 14.  | Braga             | 38 | 34 | 8  | 14 | 12 | 34 | 47 | -13 |
|  | 15.  | Académica         | 37 | 34 | 8  | 13 | 13 | 38 | 48 | -10 |
|  | 16.  | Varzim            | 36 | 34 | 10 | 6  | 18 | 38 | 51 | -13 |
|  | 17.  | Santa Clara       | 35 | 34 | 8  | 11 | 15 | 39 | 54 | -15 |
|  | 18.  | Vitória Setúbal   | 31 | 34 | 6  | 13 | 15 | 40 | 53 | -13 |

Legenda:

      Campione del Portogallo e ammessa alla UEFA Champions League 2003-2004

      Ammesse alla UEFA Champions League 2003-2004

      Ammesse alla Coppa UEFA 2003-2004

      Retrocessa in Segunda Liga 2003-2004

Tre punti a vittoria, uno a pareggio, zero a sconfitta.
La classifica viene stilata secondo i seguenti criteri:
- Punti conquistati
- Punti conquistati negli scontri diretti
- Differenza reti negli scontri diretti
- Reti realizzate in trasferta negli scontri diretti
- Differenza reti generale
- Partite vinte
- Reti totali realizzate
- Spareggio

## Statistiche

### Classifica marcatori
| Gol |  |  | Giocatore      | Squadra      |
| --- |  |  | -------------- | ------------ |
| 18  |  |  | Fary Faye      | Beira-Mar    |
| 18  |  |  | Simão Sabrosa  | Benfica      |
| 16  |  |  | Adriano        | Nacional     |
| 15  |  |  | Gaúcho         | Marítimo     |
| 13  |  |  | Hélder Postiga | Porto        |
| 13  |  |  | Tiago Mendes   | Benfica      |
| 12  |  |  | Maciel         | União Leiria |
| 12  |  |  | José Barroso   | Braga        |

## Verdetti finali
- Porto campione di Portogallo 2002-2003 e ammesso alla fase a gironi della UEFA Champions League 2003-2004.
- Benfica qualificato al terzo turno preliminare della UEFA Champions League 2003-2004.
- Sporting CP qualificato al primo turno della Coppa UEFA 2003-2004.
- União Leiria qualificato al turno di qualificazione della Coppa UEFA 2003-2004.
- Varzim, Santa Clara e Vitória Setúbal retrocessi in Segunda Liga 2003-2004.